# 条纹绿蟹蛛
条纹绿蟹蛛（学名：Oxytate striatipes）为蟹蛛科绿蟹蛛属的动物。分布于日本、朝鲜、台湾岛以及中国大陆的辽宁、吉林、山东、河南、陕西、江西等地。该物种的模式产地在日本。